# Кунигунда Швабска
Кунигунда Швабска (Kunigunde, Cunigunde) е съпруга и кралица през 913 – 918 г. на Конрад, крал на Източнофранкското кралство (911 – 918). Тя е от род Ахалолфинги.

## Биография
Родена е около 880 година. Дъщеря е на Бертхолд I, пфалцграф на Швабия (880/892) и Гизела от Източна Франкия (* 840; † 891), дъщеря на крал Лудвиг Немски и Хема. Други източници посочват, че майка ѝ е дъщеря на Ерхангер (Млади) († 864), граф в Елзас (Етихониди). Нейните братя са херцозите на Швабия Ерхангер II и Бертхолд II, които са екзекутирани на 21 януари 917 г.
Кунигунда е вдовица на маркграф и херцог на Швабия Луитполд от Бавария (Луитполдинги). С него тя има два сина по-късните херцози Арнулф Лошия и Бертхолд. Луитполд е убит на 4 юли 907 г.
Кунигунда се жени през 913 г. втори път за крал Конрад I, крал на Източнофранкското кралство. Тя ражда две деца: Херман (* 913), който умира рано, и Кунигунда, която се омъжва за Вернер от Вормс и вероятно е майка на Конрад Червения, основателят на Салическата династия. (Майката на Конрад вероятно е дъщеря на Хайнрих I Птицелов).